# Alà de Renty
Alà II de Renty (Artois, 1192-1230) va ser un cavaller francès del segle xiii. Originari d'Artois, era senyor de Renty. És conegut per haver participat a la croada albigesa i per haver-hi matat el rei Pere el Catòlic a la batalla de Muret (1213).

## Biografia
Alà de Renty va néixer l'any 1192. Era fill d'Arnau II, senyor de Renty, i de Blanca de Berghes (actualment Bergues). És citat els anys 1212, 1213, 1214, 1219, 1224 i 1225. Va comandar la rereguarda de Simó de Montfort el 13 de setembre de 1213 durant la batalla de Muret que va acabar amb la derrota del rei Pere d'Aragó i de Ramon VI de Tolosa. Va adquirir gran fama quan hi va matar, amb el seu company Florent de Ville, el rei d'Aragó. Altres fonts, però, atribueixen la mort del rei d'Aragó a un altre cavaller, Alain de Roucy, sempre en companyia de Florent de Ville. Va ser nomenat senyor de Saint-Omerglise.

## Núpcies i descendència
Es va casar amb Nicole de Neulle, amb qui va tenir almenys un fill i una filla: 
- Arnau III de Renty (el llinatge del qual encara avui té descendents)[4]
- Margarita